# ساحة سان كارلو

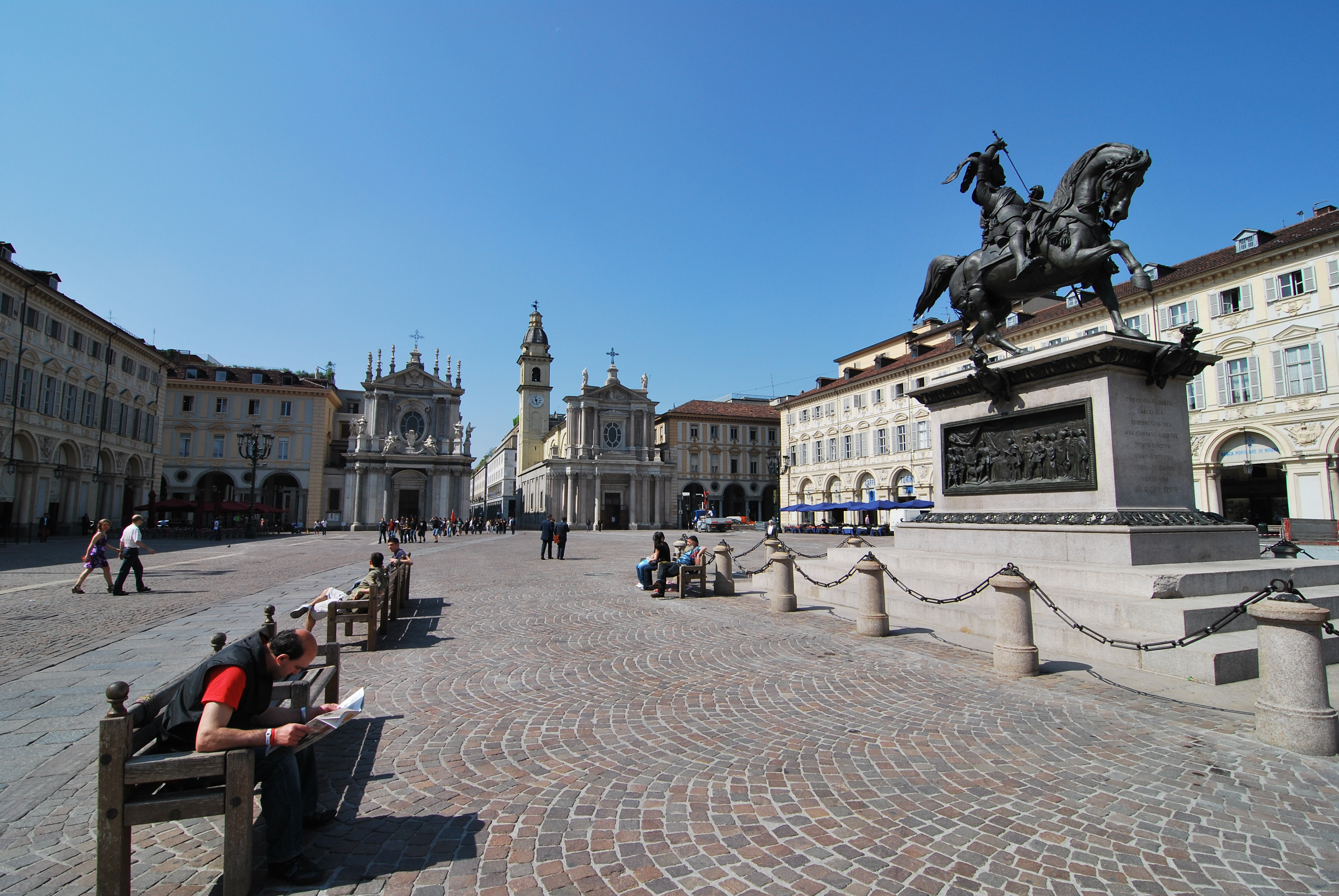
ساحة سان كارلو.

ساحة سان كارلو كانت تُعرف سابقًا باسم ساحة ريالي وساحة دارمي وقصر نابيليون وهي واحدة من ساحات المدينة الرئيسية في تورينو بإيطاليا. تم وضعها في القرنين السادس عشر والسابع عشر وهو مثال على الطراز الباروكي.
يقع نصب إيمانويل فيليبيرت للفروسية عام 1838 في وسط الميدان، وتحيط به أروقة صممه كارلو دي كاستيلامونتي حوالي عام 1638. وتغلق الكنائس التوأم لسانتا كريستينا وسان كارلو بوروميو الحافة الجنوبية للميدان.

## الأحداث
أصبحت الساحة مسرحًا منتظمًا للعديد من الأحداث التاريخية والاجتماعية، بما في ذلك التجمعات الانتخابية والحفلات الموسيقية والأحداث الرياضية (مثل دورة الألعاب الأولمبية الشتوية لعام 2006 أو مباريات يوفنتوس) والبرامج التلفزيونية الحية. تم اختيارها لاستضافة قرية يوروفيجن في مسابقة الأغنية الأوروبية لعام 2022 التي ستقام في المدينة.
في 3 يونيو 2017 تسببت محاولة سرقة أعقبها انفجار مدوي في حالة من الذعر، وتدافع لاحق أثناء عرض نهائي دوري أبطال أوروبا 2017 في تورينو، مما أسفر عن مقتل ثلاثة أشخاص، وإصابة ما لا يقل عن 1672 شخصًا. في 14 مايو 2019 تم إحياء ذكرى الضحايا بلوحة في الساحة.